# Gabriel Taschereau de Baudry
Pour les articles homonymes, voir Baudry.
Pour les autres membres de la famille, voir Famille Taschereau.
Gabriel Taschereau de Baudry, né à Tours le 15 mars 1673 et mort à Paris le 22 avril 1755, est un administrateur français de l'Ancien Régime.
Il est lieutenant général de police de la ville de Paris de 1720 à 1722 sous Louis XV. Intendant des finances, il entre au Conseil royal des finances. En 1740, il devient conseiller d'État.
Il est le membre le plus célèbre de la famille Taschereau, ancienne famille de bourgeoisie marchande et de noblesse d'échevinage de la ville de Tours, qui ajoute à ses biens en 1633 les terres de Linières et du château de Baudry, à Cerelles, au nord de Tours, dont elle prend le nom.

## Biographie

### Famille[1]
Son aïeul, Gabriel Taschereau, premier du nom, sieur de Linières et de Baudry, est grand maître réformateur des Eaux et Forêts de France en Touraine, mais aussi conseiller et maître d'hôtel ordinaire du roi Louis XIV, gentilhomme ordinaire de la Chambre, conseiller d'État et chevalier de l'ordre de Saint-Michel. Ces trois dernières dignités lui ont été conférées pendant la Fronde, en 1650, par la Régente soucieuse de s'assurer des fidélités, et confirmés en titres de noblesse en 1666. Il a épousé en 1644 Madeleine Cottereau, fille et petite-fille du président au siège présidial de Tours qui lui donnera six enfants. Le père de Madeleine, César Cottereau, fut aussi maire de Tours en 1628.
Son père, fils aîné du couple, Jean-François, est baptisé à Tours, paroisse de Saint-Saturnin, le 28 novembre 1645. Il devient avocat du roi au siège présidial, échevin perpétuel, maire et lieutenant particulier de Tours. Il épouse le 17 mai 1672 en la paroisse Saint-Pierre-le-Puellier Françoise Nicole Colin (Collin), fille de l'échevin Charles Colin, seigneur du Chesne. Le couple aura six enfants.
Son oncle est  Bertrand Claude Taschereau (1658-1746), connu sous le nom de Père de Linières, de la compagnie de Jésus, responsable de la feuille des bénéfices de 1722 à 1725, confesseur du roi de 1722 à 1743.
- Gabriel Taschereau, seigneur de Baudry et autres lieux, second du nom, est baptisé à Tours le 15 mars 1673 en la paroisse Saint-Pierre-Puellier. 
Son frère Jean est abbé de l'abbaye de Fontaine-les-Blanches et doyen de la Saint-Martin de Tours.

#### Mariage et descendance
Il épouse Philippe Taboureau le 29 juin 1710  à Paris où le jeune couple réside peu après. Philippe est la fille de Louis Taboureau, seigneur de Réaux, d'Orval et de Louy, marchand-bourgeois de Tours, conseiller-secrétaire du roi, receveur des tailles à Angoulême et échevin perpétuel de Tours, et de Philippe Masse, ainsi que la tante de Louis Gabriel Taboureau des Réaux. Ils auront cinq enfants dont:
- Marie Angélique Françoise Taschereau mariée en 1734 à Charles Nicolas de Malon de Bercy, président au Grand Conseil, fils de Charles Henri de Malon, intendant des Finances , et de Charlotte Angélique Dumont;
- Marie Philippe Taschereau de Baudry mariée à André Potier, marquis de Novion, président  mortier, veuf d’Anne Remiette Sophie Langlois de la Fortelle
- Françoise Jeanne Taschereau mariée en 1755 à Marie Jacques, marquis de Bréhan (1713-1764) maréchal de camp 1761, veuf de Marie Anne Angélique Delpech.

### Carrière

#### Avant 1710, à Tours
Sa carrière prend un tournant décisif à son arrivée à Paris à 37 ans.
Bien qu'il porte le titre d'avocat au Parlement, il réside à Tours comme la plupart des membres de sa famille et y devient lieutenant particulier en 1698, lieutenant général de police en 1699, ainsi qu'échevin, maire alternatif en 1709 et greffier de la police.

#### 1710-1722, à Paris
1710-1722 : c'est son époque la plus prestigieuse.
Le 22 septembre 1710, à 37 ans, sa carrière prend un tournant décisif. Il quitte la province pour la Cour en devenant "secrétaire des commandements et intendant des maisons et finances de la princesse Palatine". Il  le reste jusqu'à la mort de la princesse en 1722. Il a été choisi parmi quarante-cinq candidats d'après la correspondance de Charlotte-Élisabeth. Sans doute les relations de membres de sa famille à Paris ont-elles joué un rôle dans ce choix car la princesse n'a pas mis cette charge en vente comme elle l'avait fait précédemment mais l'a donnée à condition qu'elle ne soit pas revendue. L'influence de l'oncle de Gabriel, le père jésuite Claude-Bertrand Taschereau de Linières, alors confesseur de la Princesse palatine (puis du roi à la mort de celle-ci), est connue. Celle d'autres membres proches de la cour est possible. Parmi ces derniers, le  filleul de Gabriel Taschereau de Linières et de Baudry : Gabriel, marquis de Razilly, sous-gouverneur des enfants de France et premier écuyer du duc de Berry, qui a assisté au mariage de Gabriel et Philippe, est probable. 
En 1711, Gabriel Taschereau est nommé maître des requêtes au Conseil d'État.

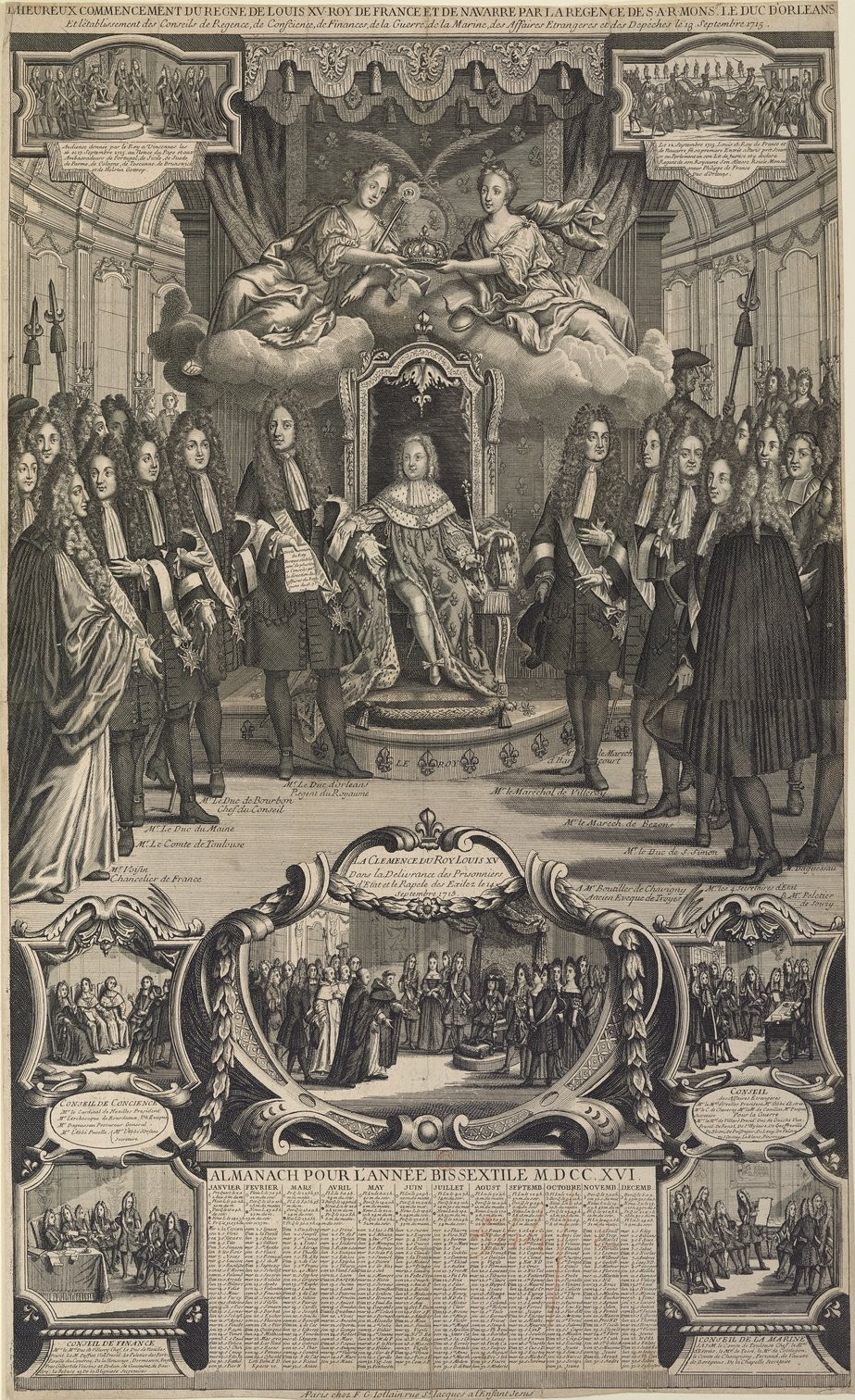
L'heureux commencement du règne de Louis XV, Roy de France et de Navarre par la régence de S. A. R. Monseigneur le duc d'Orléans et l'établissement des Conseils.

En 1715, après la mort de Louis XIV, le Régent le fait entrer au nouveau Conseil de finances créé dans le cadre de la polysynodie. C'est probablement sa fonction de secrétaire des commandements et intendant des maisons et finances de la princesse Palatine qui lui vaut cette promotion et son habitude des questions contentieuses, comme maître des requêtes, est un atout. Son département, qui n'est pas le plus prestigieux, comprend "tous les états de dépense de la maison de Sa Majesté ; les pensions, les états de dépense des maisons de Madame la duchesse de Berry, de Madame du Régent et de Madame la duchesse d'Orléans ; les Ponts et Chaussées, turcies, levées, barrages et pavés de Paris, en ce qui est des finances ; les Grand Conseil, les petites chancelleries, les Ligues suisses, les bureaux des finances de Provence, de Béarn et de Navarre.
Comme d'autres membres du Conseil de finances (Gaumont, Lefèvre d'Ormesson, Rouillé du Coudray, Fagon, Le Peletier de La Houssaye), du Conseil de la guerre (Barberie de Saint-Contest, Le Blanc), et du Conseil du dedans (Roujault) il est un des organisateurs de l'opération du visa de décembre 1715-janvier 1716, qui consiste à vérifier les dettes de l'Etat, dans le but avoué de les réduire. De même, il est commis en septembre 1716 avec Fagon, Gaumont et Dodun, pour liquider des offices supprimés. Comme beaucoup d'autres conseillers, la polysynodie est un tremplin pour sa carrière. 
En 1720, il fait partie du conseil du Commerce et devient Lieutenant général de police de la ville de Paris pour deux ans. Un intermède particulièrement agité : c'est la fin du Système de Law, avec des échauffourées rue Quincampoix et des morts dans le voisinage de la Banque. Le 1er août, Taschereau doit faire procéder à l'ouverture de la Bourse dans les jardins de l'hôtel de Soissons "au bruit des timbales, des trompettes, tambours et autres instruments". De plus, il doit gérer la crise religieuse suscitée par la bulle Unigenitus du pape Clément XI en 1713 contre le jansénisme et que la Régence a réveillée. Une liste officielle d'"appelants" (opposants à la bulle) est en voie d'établissement sur ordre du Régent qui en fait lui-même partie, et Taschereau doit interroger chacun d'eux personnellement.

#### 1722-1755, à Paris
Il n'obtient plus de promotions mais garde de hautes charges administratives et financières jusqu'à sa mort.
En 1722, le comte d'Argenson, qu'il avait remplacé, redevient lieutenant général de police de la ville de Paris après avoir passé ces deux ans à Tours en tant qu'intendant. Gabriel Taschereau, qu'on appelle de plus en plus Monsieur de Baudry, quitte ses fonctions de maître des requêtes pour celles de conseiller d'État et acquiert une charge d'intendant des finances, avec, dans son département, les Eaux et Forêts, les états des bois, la régie des droits nouvellement établis, la ferme des huiles, la Chambre des comptes, les finances d'Artois, la ferme des postes et celle des suifs. En 1723, il reçoit la charge honorifique du gouvernement du château de Bléré, en Touraine, avec des gages symboliques.
Il meurt à 82 ans, le 22 avril 1755 à Paris en laissant une très grande fortune, plus de deux millions et demi de livres, ce qui n'est pas sans poser question à ses compatriotes et aux historiens.

## Fortune inconnue
L'historienne Suzanne Pillorget, qui a étudié son contrat de mariage et l'inventaire après décès conservés aux Archives nationales, a calculé que ses revenus annuels à sa mort lui auraient permis de nourrir au moins 1 200 personnes, soit un gros village, soustraction faite de 7 % d'impôts directs.
Il s'agit des revenus des terres et maisons, placements, émoluments et pensions.
S'y ajoutent près de 774 000 livres de liquidités, des biens fonciers et immobiliers d'une valeur d’environ 311 600 livres, son office d'intendant de Finances de 200 000 livres, près de 150 000 livres de meubles et d'argenterie, principalement ceux de l'hôtel Colbert de Villacerf qu'il loue.
À son mariage, il possédait déjà ses charges tourangelles monnayables, des rentes, six maisons à Tours et des meubles et bestiaux sur sa terre de Baudry. Sa femme et lui ont bénéficié plus tard de quelques héritages. L'épisode du système Law a sans doute joué un rôle dans son enrichissement. En effet, c'est entre 1720 et 1721 qu'il investit le plus : contrats de rentes, aides et gabelles placés en « monnaie de métal », vingt achats de terres, maisons, métairies, moulins aux environs de Baudry (à Cerelles, Notre-Dame-d'Oé, Chanceaux-sur-Choisille, Nouzilly, Monnaie) et dans la châtellenie de Bléré, achats dans sa province qu'il poursuivra toute sa vie à un rythme plus lent. Il a pu aussi bénéficier de belles gratifications de la famille d'Orléans. Mais ceci ne suffit pas à justifier sa fortune.
On connaît peu de témoignages le concernant. Celui de l'abbé d'Asfeld, un "appelant", évoque un lieutenant général de police à l'esprit clair, magistrat courtois, s'embarrassant peu d'argutie et allant droit au fait. Celui du marquis d'Argenson qui le connaissait bien est très sévère. Il mentionne des intrigues où aurait trempé « le Baudry », homme méprisé, déshonoré et d'une richesse scandaleuse.
Suzanne Pillorget écrit qu'il semble difficile qu'une telle fortune ait pu être constituée uniquement par des économies faites sur des gages, des gratifications et des rentes et que bien des malversations et coups de bourses audacieux ne laissent aucune trace.
En contrepoint, la confiance manifeste de la princesse Palatine, qui l'a gardé jusqu'à sa mort et l'a épargné dans sa correspondance alors qu'on connaît son franc-parler, et celle du reste de la famille d'Orléans dont il a géré l'immense apanage, prêchent en sa faveur.